# Rhacopilopsis trinitensis
Rhacopilopsis trinitensis là một loài Rêu trong họ Hypnaceae. Loài này được (Müll. Hal.) E. Britton & Dixon miêu tả khoa học đầu tiên năm 1927.